# Manu Mellaerts
Manu Mellaerts, trompetista belga, ha sido miembro de la Orquesta de Radio Flamenca, y desde 1986 solista del Royal Munt Theatre de Bruselas.
Mellaerts estudió en el Instituto Lemmens de Lovaina y en el Real Conservatorio de Bruselas. 
Completó sus estudios de trompeta con Pierre Thibaud en París, Roger Delmotte en Versalles y Edward Tarr en Basel. En 1985 fue laureado por el VRT Tenuto Contest y dos años después por el Concurso internacional de trompeta de Toulon.
Ha grabado varios discos, destacando uno de conciertos barrocos y clásicos con el Collegium Instrumentale Brugense, y ha fundado la Belgian Brass Soloists. Como director ha ganado varios premios tanto nacionales como internacionales. 
Hasta 1987, Mellaerts ha enseñado en el Instituto Lemmens y desde 1986 es professor del Real Conservatorio de Bruselas. También da clases magistrales regularmente en su propio país y en el extranjero.